# Stefan Hillebrand
Stefan Hillebrand (* 1969 in Verl) ist ein deutscher Filmproduzent, Drehbuchautor und Regisseur.
Er absolvierte ein Regie- und Drehbuchstudium an der Filmakademie Baden-Württemberg. Hillebrand lebt in Mannheim.
Häufig arbeit er bei Regie und Drehbuch mit Oliver Paulus zusammen, wie zum Beispiel bei Wenn der Richtige kommt (2003), Wir werden uns wiederseh’n (2006), Tandoori Love (2008), Vielen Dank für Nichts (2013) oder bei Level Up Your Life (2018).

## Filmografie

### Regie
- 2003: Wenn der Richtige kommt
- 2006: Wir werden uns wiederseh’n
- 2013: Vielen Dank für Nichts
- 2018: Level Up Your Life

### Drehbuch
- 2006: Wir werden uns wiederseh’n
- 2008: Tandoori Love
- 2013: Vielen Dank für Nichts
- 2018: Level Up Your Life

### Produktion
- 2003: Wenn der Richtige kommt
- 2006: Wir werden uns wiederseh’n
- 2018: Level Up Your Life